# محمد مجرشی
محمد مجرشی (عربی: محمد يحيى مجرشي؛ زادهٔ ۲۰ مهٔ ۱۹۹۱) یک ورزشکار اهل عربستان سعودی است.
از باشگاه‌هایی که در آن بازی کرده‌است می‌توان به باشگاه فوتبال التعاون عربستان سعودی، باشگاه فوتبال الاهلی عربستان سعودی، و باشگاه فوتبال نجران عربستان سعودی اشاره کرد.
وی همچنین در تیم‌های ملی فوتبال Saudi Arabia U-20 Saudi Arabia U-23 بازی کرده است.